# Dionisio Laurerio
Dionisio Laurerio  O.S.M., (Benevento, 1497 - Roma, 17 de septiembre de 1542) fue un religioso italiano, docente, general de los servitas, nuncio, teólogo, inquisidor, obispo de Urbino y cardenal de San Marcello.

## Vida

### Primeros años
Nacido en Benevento (Reino de Nápoles), en torno a 1497, probablemente de padres oriundos de Florencia que algunos autores califican como "de origen oscuro"  y otros como nobles, ingresó joven en la orden de los siervos de María, quienes viendo sus destacadas aptitudes en Física y Matemáticas le enviaron a estudiar a la Universidad de Bolonia.
Ofició como lector de Teología, Filosofía y Matemáticas en esta misma universidad y en las de Perugia y Roma, y ganó reputación de "excelentísimo filósofo, profundo teólogo y gran matemático y astrónomo" y predicador elocuente.  A los treinta años de edad el capítulo general de 1527 le nombró procurador general de su orden.

### General de los servitas
A instancias del cardenal Thomas Cranmer, que en los años 1530 se desempeñaba como representante ante la Santa Sede del rey Enrique VIII de Inglaterra, Laurerio fue nombrado su sucesor, en cuyas funciones tuvo un papel destacado en el proceso canónico abierto con motivo del divorcio del rey inglés con Catalina de Aragón, aunque no pudo evitar la excomunión del rey por Clemente VII ni la ruptura de Inglaterra con la Iglesia católica.  
En 1535 fue nombrado superior general de los servitas en sustitución del depuesto Girolamo Amadei, con facultad para fundar nuevos monasterios y visitar y reformar los existentes.

### Nuncio en Escocia
Eran los tiempos de la Reforma protestante: en el Sacro Imperio Romano Germánico Martín Lutero lideraba las protestas contra los abusos de la iglesia de Roma, los príncipes alemanes habían suscrito las Confesiones de Augsburgo presentadas por Philipp Melanchthon y desde la Santa Sede el papa Paulo III planeaba la apertura de un concilio ecuménico para acercar posturas con los reformistas.  
En 1536 Laurerio fue enviado como nuncio a Escocia para comunicar al rey Jacobo V la convocatoria del concilio, aunque no llegó a su destino; encontró al rey escocés en Francia, donde se hallaba concertando su matrimonio con Madeleine de Valois, hija de Francisco I de Francia, y encargó al abad de Arbroath David Beaton la tarea de citar a los obispos escoceses al concilio.

### Cardenal
De regreso en Roma, redactó y presentó al papa una obra titulada Compositionum defensio en la que analizaba las reformas necesarias en la iglesia para eliminar los abusos de simonía en la obtención de documentos pontificios, y formó parte junto con los cardenales Contarini y Carafa de la comisión encargada de la reforma de la Penitenciaría apostólica.
Fue creado cardenal en el consistorio de diciembre de 1539; ese mismo día el papa le envió la birreta por medio de su hijo Pier Luigi Farnese. En enero recibió el título de San Marcello y el mes siguiente fue nombrado obispo de Urbino, aunque no residió en la diócesis, gobernándola por medio de vicarios, y en agosto penitenciario mayor.  
También estuvo propuesto para el arzobispado de Benevento, aunque los manejos del cardenal Alessandro Farnese en favor de su protegido Giovanni della Casa lo impidieron.
Formó parte del séquito papal en la entrevista tenida en Lucca en agosto de 1541 entre el papa Paulo III y el emperador Carlos V; intervino en el proceso contra Giovanni Bertari, que estaba acusado de herejía; fue nuncio en la corte del duque de Florencia Cosme I de Médici; convocó el capítulo de los servitas en el que cesó en el generalato para ser sucedido por Agostino Bonuccio, y ofició como legado en Benevento y provisor en Campania.
En julio de 1542, para paliar las herejías que se extendían por Lucca y Módena, se reorganizó la Inquisición romana de la que Laurerio fue nombrado miembro junto con los cardenales Carafa, Toledo, Parisio, Guidiccioni y Badia, aunque no tuvo tiempo de tomar decisiones de relevancia en este nuevo órgano, pues enfermo desde hacía varios meses, murió el siguiente septiembre a los 45 años de edad.  Fue sepultado con pompa solemne en la iglesia de su título.
| DYONISIO LAVRERIO BENEVENTANO TT. S. MARCELLI. S. R. E. PRESB. CARD. VRBINATENSI EPISCOPO RELIGIONIS SERVORVM. GENERALI GRAVISSIMO AC LEGATO CAMPANIÆ A. PAVLO III PONT. MAX. ORDINATO VIRO FERE OMNI SCIENTIARVM GENERE ORNATO R. P. M. AVGVSTINVS ARETINVS EIVS ALVMNVS GENERALIS POSVIT. VIXIT ANNOS XLV OBIIT DIE XVII SEPTEMBRIS MDXLII. |